# Ћебовање
Ћебовање је начин за обрачунавање колектива са појединцем који из неког разлога „искаче“ из устаљеног понашања групе. Ћебовање се састоји у пребацивању ћебета преко главе неподобног појединца, а затим пребијање истог са „поруком“ да се неподобно понаша. Ипак, поред „поруке“, циљ је да се појединац не повреди исувише озбиљно или убије, јер онда сигурно следи истрага.
Ћебовање је забрањено, али је присутно у колективима као што су интернати, затвори, војска и сл.